# Tempelriddernes skat III
Tempelriddernes skat III er en dansk film fra 2008, instrueret af Giacomo Campeotto og skrevet af Phillip LaZebnik og Søren Frellesen. Størstedelen af filmen er indspillet på Malta, bl.a. på Mellieha Holiday Center. Det er den tredje film i rækken om Tempelriddernes Skat, der startede med Tempelriddernes skat fra 2006 og Tempelriddernes skat II fra 2007.

## Handling
Tempelriddernes sagnomspundne slangekrone, som oprindeligt har tilhørt selveste St. Paul, bliver stjålet af en gruppe maltesere, der tilbeder den ældgamle jordgud. Børnene tager til Malta for at finde slangekronen og returnere den til tempelridderne.

## Medvirkende
- Julie Grundtvig Wester (Katrine)
- Christian Heldbo Wienberg (Nis)
- Nicklas Svale Andersen (Mathias)
- Frederikke Thomassen (Fie)
- Emma Leth Elena
- Mick Øgendahl Jens Günther Andersen
- Peter Gilsfort Christian
- Cecilia Zwick Nash Dorthe